# Fundament

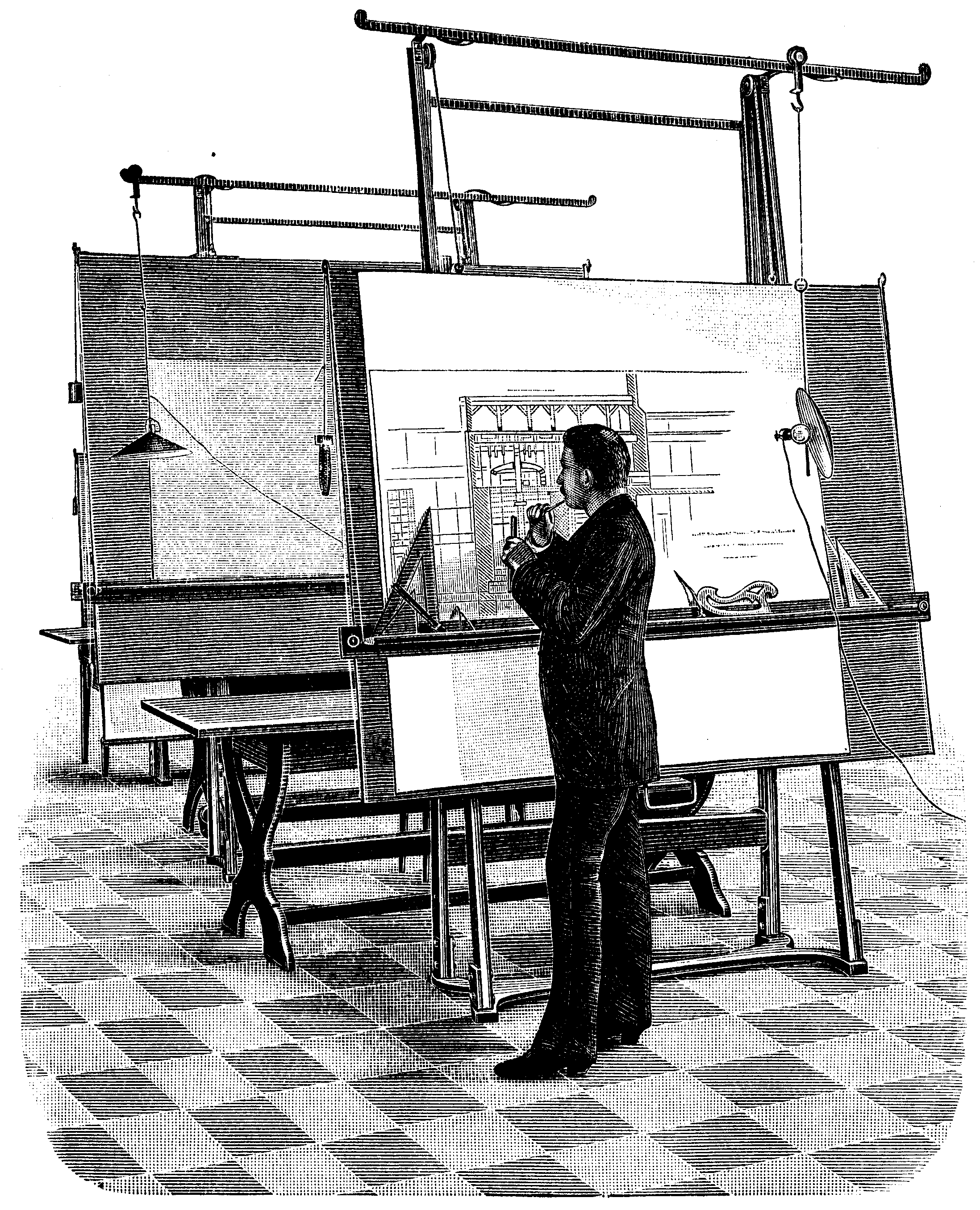
Arhitect la proiectarea fundmentamentului unei clădiri

Fundament (lat. fundamen, -minis = bază, temelie, piatră de temelie) poate fi baza unei construcții, platforma unui agregat sau mașini.
În construcții fundamentul este alcătuit din piatră și beton, sau din argilă tasată.
În construcția de mașini fundamentul este dimensionat după mărimea agregatului și gradul de solicitare, putând fi construit din metal, în special din oțel sau fontă.
Structura tipică a unui fundament este forma masivă, robustă, rezistent la trepidații și cu o greutate mare pentru a asigura ca suport stabilitate obiectului susținut.
- termeni derivați:
- fundamentalismul poate genera curentele radicale politice de dreapta sau stânga, fiind o sursă a terorismului, sau care ajunse la conducere, devin frecvent un regim de dictatură
- rol fundamental, rol hotărâtor sau decisiv